# آلینا تومیلوویچ
آلینا تومیلوویچ (به انگلیسی: Alina Tumilovich) ژیمناست زادهٔ ۲۱ آوریل ۱۹۹۰ میلادی اهل کشور بلاروس است.